# III. třída okresu Praha-západ
III. třída okresu Praha-západ patří společně s ostatními třetími třídami mezi deváté nejvyšší fotbalové soutěže v Česku. Je řízena Okresním fotbalovým svazem Praha-západ. Hraje se každý rok od léta do jara se zimní přestávkou. Hraje se ve dvou skupinách (označených A a B), každá skupina má 14 účastníků (celkem tedy 28 týmů) z okresu Praha-západ, každý s každým hraje jednou na domácím hřišti a jednou na hřišti soupeře. Celkem se tedy hraje 24 kol. Vítěz každé ze skupin postupuje do II. třídy okresu Praha-západ.

## Vítězové

### III. třída okresu Praha-západ skupina A
| Ročník    | Vítězný tým              |
| --------- | ------------------------ |
| 2003/2004 | FK Mníšek pod Brdy       |
| 2004/2005 | TJ Sokol Zlatníky        |
| 2005/2006 | SK Slavia Jesenice „B“   |
| 2006/2007 | TJ Sokol Čisovice        |
| 2007/2008 | SK Rapid Psáry           |
| 2008/2009 | TJ Slavoj Davle          |
| 2009/2010 | FC Jílové „B“            |
| 2010/2011 | TJ Krňany                |
| 2011/2012 | SK Rapid Psáry           |
| 2012/2013 | TJ Viktoria Vestec       |
| 2013/2014 | TJ Sokol Zlatníky        |
| 2014/2015 | TJ Sokol Zlatníky        |
| 2015/2016 | SK Hvozdnice „B“         |
| 2016/2017 | FC Jílové „B“            |
| 2017/2018 | TJ Krňany                |
| 2018/2019 | SK Meteor Libeř          |
| 2019/2020 | Všenorský SK (nedohráno) |
| 2020/2021 | Všenorský SK (nedohráno) |
| 2021/2022 | Všenorský SK             |

### III. třída okresu Praha-západ skupina B
| Ročník    | Vítězný tým                       |
| --------- | --------------------------------- |
| 2003/2004 | TJ Sokol Holubice                 |
| 2004/2005 | TJ Kopisty                        |
| 2005/2006 | TJ Sokol Jeneč                    |
| 2006/2007 | TJ Sokol Statenice                |
| 2007/2008 | AFK Libčice                       |
| 2008/2009 | AFK Horoměřice                    |
| 2009/2010 | FK Rudná                          |
| 2010/2011 | TJ Sokol Dobrovíz                 |
| 2011/2012 | SK Roztoky                        |
| 2012/2013 | TJ Sokol Holubice                 |
| 2013/2014 | SK Roztoky                        |
| 2014/2015 | Sokol Kosoř                       |
| 2015/2016 | FK Rudná                          |
| 2016/2017 | TJ Sokol Dobřichovice             |
| 2017/2018 | TJ Sokol Čisovice                 |
| 2018/2019 | FK Zbuzany „B“                    |
| 2019/2020 | TJ Sokol Dobřichovice (nedohráno) |
| 2020/2021 | TJ Sokol Dobřichovice (nedohráno) |
| 2021/2022 | SK Kazín Dolní Mokropsy           |